# Tadeusz Stanisław Jełowicki
Tadeusz Stanisław Jełowicki (ur. 30 kwietnia 1897 w Tarnopolu, zm. w latach 70. XX w.) – major artylerii Wojska Polskiego.

## Życiorys
Urodził się 30 kwietnia 1897 w Tarnopolu, w rodzinie Kazimierza i Wacławy z Ziemiańskich. Był bratem Stanisława, profesora Wyższej Szkoły Rolniczej w Krakowie. Ukończył szkołę realną, a od listopada 1918 r. służył w Wojsku Polskim. Po ukończeniu kursu podchorążych artylerii, został z dniem 1 kwietnia 1919 r. mianowany na stopień podporucznika. Uczestnik wojny polsko-bolszewickiej 1919–1920 .
Na dzień 1 czerwca 1921 r. w stopniu podporucznika wojsk kolejowych pełnił służbę w Departamencie II Ministerstwa Spraw Wojskowych, pozostając etatowym oficerem 2 pułku kolejowego. Dekretem Naczelnika Państwa i Wodza Naczelnego z dnia 3 maja 1922 r. (L. 19400/O.V.) został zweryfikowany w tym stopniu (podporucznika), ze starszeństwem z dniem 1 czerwca 1919 r. i 6. lokatą w korpusie oficerów kolejowych. Następnie przeniesiony został do korpusu oficerów artylerii i w roku 1923 pełnił służbę w 15 pułku artylerii polowej z Bydgoszczy. Posiadał już wówczas stopień porucznika i zajmował 8. lokatę wśród poruczników korpusu artylerii ze starszeństwem z dniem 1 kwietnia 1921 roku. W roku 1924 była to już 6. lokata w swoim starszeństwie (nadal służył wówczas w 15 pułku artylerii polowej. Na przełomie lat 20. i 30. XX wieku pełnił służbę w pułku manewrowym artylerii w Toruniu – Podgórzu (pułk ten z dniem 1 stycznia 1932 r. został przemianowany na 31 pułk artylerii lekkiej). W roku 1928 jako oficer tegoż pułku zajmował nadal 6. lokatę w swoim starszeństwie, wśród poruczników korpusu artylerii. 
Zarządzeniem Prezydenta RP Ignacego Mościckiego z dnia 27 stycznia 1930 r. został awansowany na stopień kapitana, ze starszeństwem z dniem 1 stycznia 1930 roku i 67. lokatą w korpusie oficerów artylerii. W roku 1932 służył w toruńskim 31 pułku artylerii lekkiej (w pułku tym, między innymi, dowodził baterią) i zajmował 66. lokatę wśród kapitanów artylerii w swoim starszeństwie.
Do stopnia majora awansowany został ze starszeństwem z dniem 19 marca 1937 roku i 41. lokatą w korpusie oficerów artylerii. Do 1939 roku wykładał teorię strzelania w Szkole Strzelań Artylerii toruńskiego Centrum Wyszkolenia Artylerii. Na dzień 23 marca 1939 roku wciąż zajmował 41. lokatę wśród majorów korpusu artylerii w swoim starszeństwie i nadal pełnił służbę jako wykładowca teorii strzelania w Centrum Wyszkolenia Artylerii. W sierpniu 1939 r. mianowany został d-cą 2 dywizjonu artylerii ciężkiej, mobilizowanego przez 10 pułk artylerii ciężkiej z Przemyśla (2 dac przeznaczony był dla 2 Dywizji Piechoty Legionów) .
W kampanii wrześniowej 1939 roku dowodził 2 dywizjonem artylerii ciężkiej. Walczył z niemieckim najeźdźcą na całym szlaku bojowym swego dywizjonu: przez Pabianice i Łask do Zduńskiej Woli. Od 8 września 1939 r. uczestniczył w walkach odwrotowych nad rzeką Mrogą (w tym dniu zajął północny odcinek obrony nad rzeką Mrogą, naprzeciw miasta Dmosin), potem (10 września 1939 r.) pod Błoniami. W dniu 14 września przebił się do Modlina i wziął udział w jego obronie – na odcinku „Zakroczym”. Po kapitulacji modlińskiej twierdzy, od 29 września 1939 r. w niewoli niemieckiej . Początkowo przebywał w oflagu II A Prenzlau (numer jeńca: 1590), a od dnia 22 lutego 1941 r. w oflagu II E Neubrandenburg. W dniu 17 września 1942 r. został przeniesiony do oflagu VI B Dössel - Warburg . W 1945 roku po uwolnieniu z oflagu powrócił do kraju .
Tadeusz Stanisław Jełowicki zmarł w Sopocie w latach 70. XX wieku.
Za swą postawę wykazaną podczas walk wojny obronnej 1939 roku odznaczony został Krzyżem Srebrnym Orderu Wojennego Virtuti Militari (nr 14060). Nadanie to zatwierdził ostatni Prezydent Rzeczypospolitej Polskiej na Uchodźstwie – Ryszard Kaczorowski, zarządzeniem z dnia 15 sierpnia 1989 roku.

## Rodzina
Żonaty z Martą Międzybrodzką. Miał syna Janusza, który zginął w czasie II wojny światowej. 

## Ordery i odznaczenia
- Krzyż Srebrny Orderu Wojennego Virtuti Militari nr 14060[3]
- Medal Niepodległości (24 października 1931)[20][17]
- Srebrny Krzyż Zasługi (10 listopada 1928)[21][17]